# Estación Gómez de la Vega
Gómez de la Vega es una estación de ferrocarril ubicada en el paraje rural Gómez de la Vega, en la localidad de Gómez cuartel VI, del partido de Brandsen, provincia de Buenos Aires, Argentina.

## Servicios
La estación era intermedia del otrora Ferrocarril Provincial de Buenos Aires para los servicios interurbanos y también de carga menor. Contaba con telégrafo y estafeta postal. 
En la actualidad un grupo de ferroaficionados llamados "Amigos del Ferrocarril Provincial" realizan distintas tareas de mantenimiento en zorras para no perder la traza ferroviaria. Las actividades consisten en desmalezamientos, levantamiento de rieles, entre otras. 